# Алфред Шнитке
Алфред Шнитке (на руски: Альфре́д Га́рриевич Шни́тке) е руски композитор, работил в последните си години и в Германия, един от най-забележителните автори на ХХ в.

## Биография
Баща му е от литовско-еврейски произход, а майка му – волжка германка. Започва музикалното си образование във Виена, където баща му, журналист и преводач, е командирован през 1946 година. През 1958 година завършва Московската държавна консерватория, там по-късно (1961 – 1972) е редовен преподавател.
През 70-те години на XX век вече е световноизвестен като композитор и музикален теоретик. От 1991 г. е преподавател в Хамбургската консерватория. В Хамбург Шнитке твори до края на живота си.
Умира, след като завършва деветата си симфония. Погребан е с държавни почести в Москва.

## Творчество
Композициите на Шнитке съчетават модерното звучене и почитта към традицията. При оркестрацията на симфоничните си произведения често използва съвременни електронни инструменти.
Шнитке е автор на 9 симфонии, 3 опери, балет, 6 кончерти гроси, няколко инструментални концерта, камерни и хорови произведения. Пише музиката за 48 игрални и анимационни филма.
Нееднократно е изпълняван в България.

## Основни произведения

### Сценични творби
- 1974 – Der gelbe Klang („Жълтият звук“). Сценична композиция за пантомима, инструментален ансамбъл, сопран соло, смесен хор, магнитна лента и цветно-светлинни проектори. Либрето от Василий Кандински на немски език (в превод на Алфред Шнитке).

### Опери
- 1962 – „Единадесетата заповед (или „Щастливецът“). Операта не е оркестрирана, оценена като незначителна и зачеркната от автора от официалния му списък с творби.
- 1991 – „Живот с идиот“. Опера в 2 действия. Либрето Виктор Ерофеев
- 1993 – „Джезуалдо“. Опера в 7 сцени, с пролог и епилог, либрето от Ричард Блетшахер за Карло Джезуалдо. Премиера във Виенската опера през 1995 г. под палката на Мстислав Ростропович; за първи път в Русия през 2000 г. в концертно изпълнение в Голямата зала на Московската консерватория под палката на Валерий Полянски
- 1994 – „Историята на д-р Йохан Фауст“, опера в 3 действия с пролог и епилог, либрето от Йорг Моргенер и Алфред Шнитке по мотиви от „Народната книга“ от Йохан Шпис. Музиката на едноименната кантата е включена в 3-то действие. Премиера на 22 юни 1995 г. в Хамбургската опера

### Балети
- 1971 – „Лабиринти“. Балет в 5 епизода. Либрето от В. Василиев.
- 1985 – „Ескизи“. Хореографска фантазия по мотиви от Гогол. Балет в едно действие. Либрето А. Петров. № 1 и № 11 за балета са съставени колективно от Алфред Шнитке, Г. Н. Рождественски, С. А. Губайдулина, Е. В. Денисов.
- 1986 – „Пер Гинт“. Балет в 3 действия с епилог. Либрето от Й. Ноймайер по едноименната пиеса на Хенрик Ибсен.

### Симфонии
- 1957 – Симфония „Нулева“ в 4 части
- 1972 – Симфония № 1 в 4 части
- 1979 – Симфония № 2 (Св. Флориан) за солисти, камерен хор и симфоничен оркестър в 6 части
- 1981 – Симфония № 3 в 4 части
- 1984 – Симфония № 4 за солисти и камерен оркестър. Едноделна
- 1988 – Симфония № 5 = Concerto Grosso No. 4 за обой, цигулка, клавесин и симфоничен оркестър в 4 части
- 1992 – Симфония № 6 в 4 части
- 1993 – Симфония № 7 в 3 части
- 1994 – Симфония № 8 в 5 части
- 1997–1998 – Симфония № 9 в 3 части